# 和歌山県道230号高田相賀線
和歌山県道230号高田相賀線（わかやまけんどう230ごう たかたおうがせん）は、和歌山県新宮市を通る一般県道である。

## 概要
新宮市高田から新宮市相賀に至る。
2005年（平成17年）には旧道から山沿いにバイパスし大幅な改修が行われた。旧道は平成23年台風第12号の豪雨により橋の倒壊や落石、崖崩れが発生しているため危険である。

### 路線データ
- 起点：和歌山県新宮市高田
- 終点：和歌山県新宮市相賀（相賀橋北詰交差点、国道168号交点）
- 実延長：7.842 km

## 路線状況

### 橋梁
- 新大宮橋（口高田川、新宮市）

#### トンネル
- 高田トンネル：延長833.0 m、幅員合計7.00 m、有効高:4.70 m、2005年（平成17年）12月竣工、新宮市
  - 管理者：和歌山県
  - 施工：フジタ・本間・丸山。特定建設工事共同企業体
- 下河トンネル：延長216.0 m、幅員合計7.00 m、有効高4.70 m、2001年（平成13年）2月竣工、新宮市
  - 管理者：和歌山県
  - 施工：竹中土木・浅川組。特定建設工事共同企業体

## 地理

### 通過する自治体
- 和歌山県
  - 新宮市

### 交差する道路
| 交差する道路             | 交差する場所 | 交差する場所            |
| ------------------------ | ------------ | ----------------------- |
| 国道168号 国道169号 重複 | 相賀         | 相賀橋北詰交差点 / 終点 |

### 沿線
- 新宮市役所 高田支所
- 高田郵便局
- 新宮市立高田小学校
- 新宮市立高田中学校